# Mike Nazaruk
Mike Nazaruk, bijgenaamd "Iron Mike", (Newark, New Jersey, 2 oktober 1921 - Langhorne, Pennsylvania, 1 mei 1955) was een Amerikaans Formule 1-coureur. Hij nam deel aan de Indianapolis 500 van 1951, 1953 en 1954 en scoorde hierin 1 podiumplaats en 8 punten. Hij verongelukte in een sprint car-race op Langhorne Speedway.

## Prijzen
- In 1996 werd hij opgenomen in de National Sprint Car Hall of Fame.
- In 2003 werd hij opgenomen in de National Midget Auto Racing Hall of Fame.[1]